# Doug Cowie
Douglas "Doug" Cowie (Aberdeen, 1 de maio de 1926 – novembro de 2021) foi um futebolista escocês que atuava como defensor.

## Carreira
Doug Cowie fez parte do elenco da Seleção Escocesa de Futebol, na Copa do Mundo de  1954 e 1958.[carece de fontes?]